# Óscar Lebel
Werner Óscar Lebel Schott (Nueva Helvecia, 10 de mayo de 1925 – Montevideo, 3 de febrero de 2016) fue un marino militar, políglota, escritor, profesor y contralmirante uruguayo.

## Biografía
Lebel nació en Nueva Helvecia, hijo de Paula y Óscar Lebel. Su padre fue comerciante y soldado en la Primera Guerra Mundial (1914-1918) y su hogar de religión, la Iglesia evangélica. Realizó sus estudios secundarios en Montevideo en 1940, ingresando al Liceo Militar y después a la Escuela Naval.
En 1946, egresó como guardiamarina, iniciando su carrera como oficial de la Armada. Dominaba cinco idiomas (español, inglés, alemán, portugués y francés). Comandó el buque petrolero Presidente Oribe (ROU AO 09) en 1962, y del buque de aprovisionamiento logístico General Artigas (ROU 04).
Ejerció como profesor en la Escuela Naval y la Escuela de Guerra Naval, y en dos períodos presidió el Club Naval (1968-1972), ubicado en el barrio Carrasco de Montevideo.
La mañana del 27 de junio de 1973, salió uniformado al balcón de su casa en Montevideo, sita en la esquina de las calles La Gazeta casi 26 de Marzo, colocó la bandera uruguaya, una bandera de Artigas y un cartel que decía: 

Soy el Capitán Óscar Lebel. Abajo la dictadura.
Oscar Lebel, 27 de junio de 1973.

 Esto se convirtió en un hecho simbólico de resistencia contra el gobierno de facto.
Víctor González Ibargoyen, comandante en jefe de la Armada del momento, se dirigió a la casa y en persona lo amonestó. Fue trasladado bajo arresto al Apostadero Naval, en el puerto de Montevideo. Allí fue alojado en un camarote del destructor Artigas. Durante la noche se escabulló, se introdujo en una fiesta que se estaba desarrollando y brindó con whisky «"por Artigas, de quien este barco lleva el glorioso nombre; por la Constitución, que fue arrasada por la canalla, y por tiempos que serán mejores y serán de justicia", y después arrojé el vaso contra la pared». Fue trasladado a la Escuela Naval donde realizó una huelga de hambre por 10 días en protesta. Luego de un tiempo en detención recuperó la libertad pero no así el trabajo. En 1977 fue pasado a retiro obligatorio mediante el inciso G de la ley orgánica militar. De 1977 a 1997 trabajó como marino mercante, periodo durante el cual declaró haber «navegado 500 mil millas; 25 veces la vuelta al mundo».
En 1987, ya bajo gobierno democrático, el ministro de defensa Juan Vicente Chiarino dijo: «Su honor militar no fue afectado sino que lo más importante es que queda enaltecido su nombre en la lealtad a la República.» En junio de 2001 fue ascendido en forma retroactiva a contralmirante, junto con otros militares destituidos por el gobierno de facto.
En 2011 fue declarado Ciudadano Ilustre de Montevideo.
Participó en el Frente Amplio (FA), en la Vertiente Artiguista dentro del FA y en la lista 99.

### Vida privada
Se casó con Esther Correa y fue padre de tres hijos: Alex, Federico y Gerardo Lebel.
Falleció el 3 de febrero de 2016 a los 90 años.

## Libros
- 2001, El viejo Günter, ISBN 9974-7921-1-8
- 2002, El cocinero del rey , ISBN  9974771404
- 2003, ANCAP, ISBN 9974-7714-5-5
- 2008, La muerte de lobo, ISBN 9789974808843
- 2010, Biografía de un hombre que perdió el miedo, ISBN 978-9974-8279-2-9